# Sociaal-Republikeinse Partij
De Sociaal-Republikeinse Partij (Khmer: គណបក្សសង្គមសាធារណរដ្, Frans: Parti social républicain, PSR) was een Cambodjaanse politieke partij die van 1972 tot 1975 bestond ten tijde van de Khmerrepubliek.

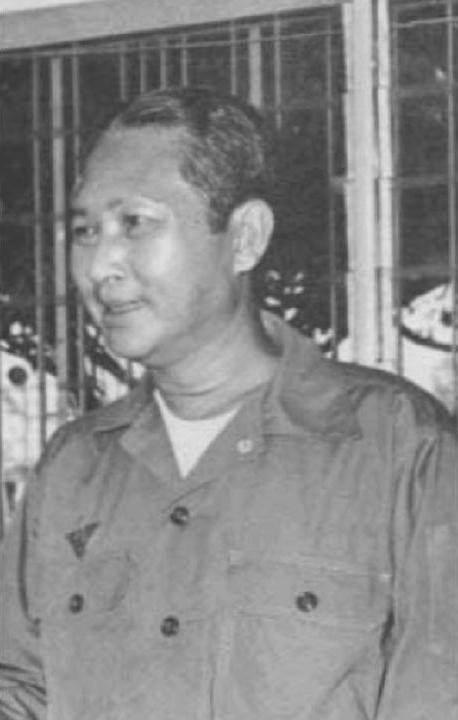
President Lon Nol van Cambodja

De partij werd in juni 1972 opgericht door president Lon Nol, die na de staatsgreep van 1970 (waarbij de monarchie werd afgeschaft) aan de macht was gekomen. De Sociaal-Republikeinse Partij stond onder leiding van Lon Non, de jongere broer van de president. Doelstelling van de partij was de steun voor het regime te verbreden. De partij bestond uit grofweg twee vleugels, de vleugel waartoe premier Son Ngoc Thanh en de linkse intellectueel Hang Thun Hak behoorden en die voortkwam uit de guerrillabeweging Khmer Serei. Deze vleugel droeg de naam Dangrek en dankt zijn naam aan het Dongrekgebergte waar de Khmer Serei haar uitvalsbasis had. De Dangrek-groep bestond uit republikeinse veteranen wier voornaamste doelstelling, het afschaffen van de monarchie, in 1970 werd bereikt. De andere vleugel, Dangkor, bestond uit legerofficieren die vooral loyaal stonden ten opzichte van president Lon Nol. Zij waren republikeins uit opportunistische overwegingen. Uiteindelijk zou de Dangkor-groep de partij domineren. In de loop van 1973 werden leidende figuren afkomstig uit de Dangrek-groep, w.o. premier Thanh, uit hun functies ontzet.
Ideologisch gezien was de partij primair rechts-nationalistisch en voorstander van nauwe samenwerking met de Verenigde Staten van Amerika en de Westerse mogendheden. Volgens Lon Nol was de ideologie van de partij "Neo-Khmerisme," waarvan nooit echt duidelijk werd wat dit precies inhield.
Bij de verkiezingen van 1972 - de enige verkiezingen tijdens de Khmerrepubliek verkreeg de Sociaal-Republikeinse Partij alle zetels in het lagerhuis en vrijwel alle zetels in de senaat.
Na de overwinning van de Rode Khmer in april 1975 werd de Sociaal-Republikeinse Partij door de nieuwe machthebbers verboden. Leidende figuren onder het oude regime, waaronder Lon Non werden door de Rode Khmer terechtgesteld.

## Zetelverdeling

### Nationale Vergadering
| Jaar                | Zetels | %     |
| ------------------- | ------ | ----- |
| 1972                | 126    | 99,02 |
| Bron: Nohlen et al. |        |       |

### Senaat
| Jaar                | Zetels | %     |
| ------------------- | ------ | ----- |
| 1972                | 32     | 95,82 |
| Bron: Nohlen et al. |        |       |

- Virtual International Authority File: 11145857069322921874